# IC 2148
IC 2148 ist ein Kugelsternhaufen im Sternbild Mensa. Das Objekt wurde am 18. Dezember 1900 von DeLisle Stewart entdeckt.